# Kevin Moreira
Kevin Ezequiel Moreira Parrabichine, noto semplicemente come Kevin Moreira (6 luglio 1997), è un calciatore uruguaiano, difensore del Terremoto.

## Caratteristiche tecniche
È un terzino sinistro.

## Carriera
Cresciuto nel settore giovanile del Cerro, ha esordito in prima squadra il 9 marzo 2019 disputando l'incontro di Primera División Profesional pareggiato 1-1 contro il Plaza Colonia.